# Kasteel van Cortils

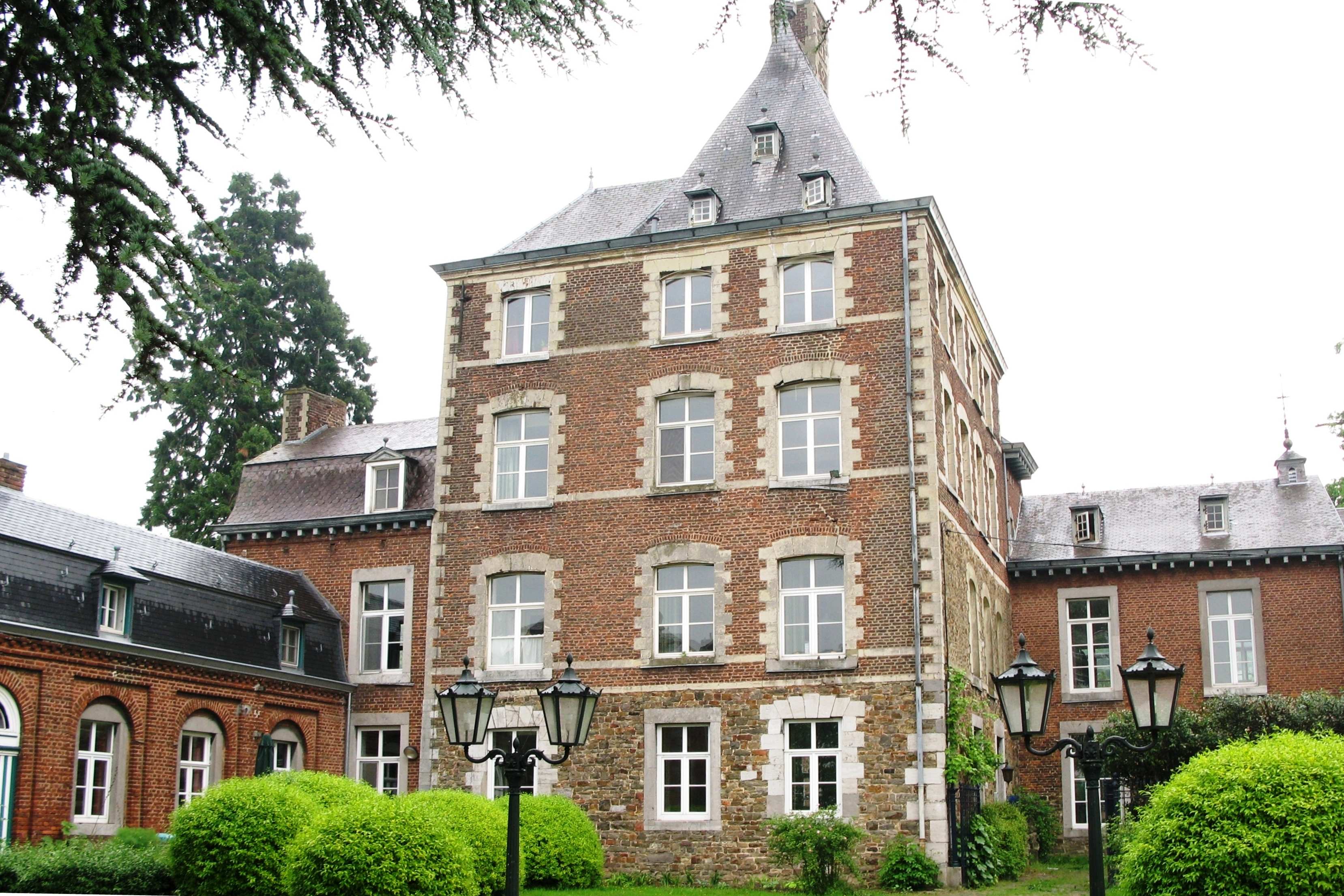
Hoofdgebouw

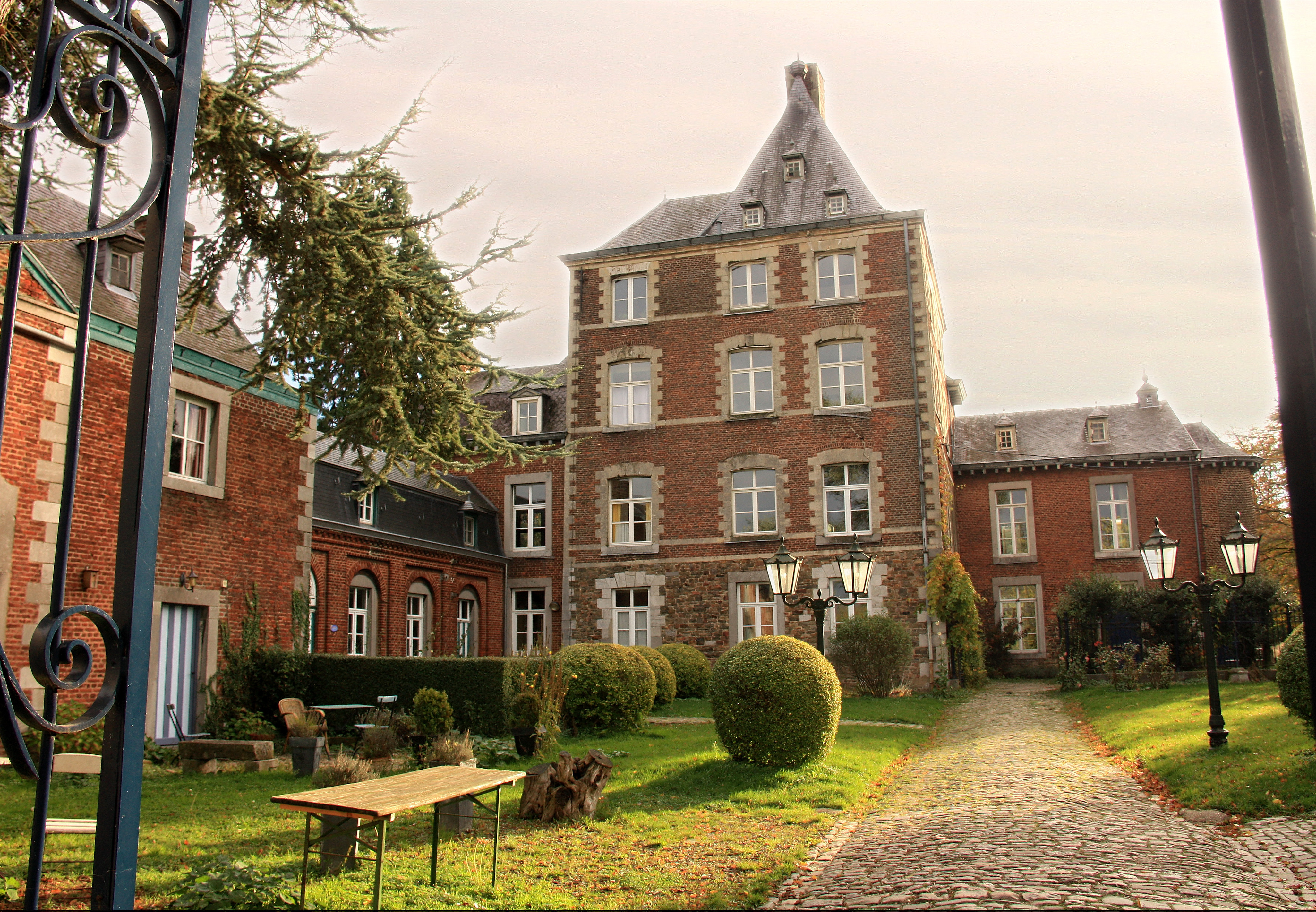
Omgeving van het hoofdgebouw

Het Kasteel van Cortils is een kasteel in de tot de Belgische gemeente Blegny behorende plaats Mortier, en wel in de buurtschap Cortils, gelegen aan de Chemin de Cortils. Het kasteel ligt in het dal van de Ruisseau de Loneu, vlak bij de plaats Saint-André

## Gebouw
Het betreft een uitgebreid gebouwencomplex, waarvan het hoofdgebouw vier verdiepingen telt en een hoog dak bezit, waar een nog iets hogere schoorsteen uit steekt. Dit hoofdgebouw is van ongeveer 1700. Het is opgetrokken in baksteen, met tufstenen omlijstingen, hoekbanden en horizontale afscheidingen van de verdiepingen. De eerste en een deel van de tweede verdieping zijn opgetrokken in natuursteenblokken.
Aan de achterzijde van het hoofdgebouw bevindt zich een terras, rechts een kapel en links een vierkante toren.
Aan de voorzijde van het kasteel vindt men een vleugel die eindigt bij een wagenpoort van 1853 welke toegang geeft tot de binnenplaats van de naastliggende kasteelboerderij. Hierom liggen drie gebouwen gegroepeerd die deels uit de 18e en deels uit de 19e eeuw stammen.
Ten zuiden van het kasteel liggen enkele tuinen die omringd zijn door paviljoens, kassen en dergelijke. Ten oosten van het kasteel ligt een vijver.

## Heden
Tegenwoordig is het kasteel in gebruik als gastenverblijf.